# التصنيفات الدولية للبوسنة والهرسك
تتضمن هذه المقالة قائمة التصنيفات الدولية لدولة البوسنة والهرسك.

## التصنيفات الدولية
| المنظمة                          | الاستطلاع                                                             | الترتيب    |
| -------------------------------- | --------------------------------------------------------------------- | ---------- |
| معهد الاقتصاد والسلام            | مؤشر السلام العالمي                                                   | 71 من 162  |
| مراسلون بلا حدود                 | مؤشر حرية الصحافة الدولية 2013                                        | 68 من 179  |
| مؤسسة التراث/وول ستريت جورنال    | {{ مؤشر حرية الاقتصاد 2010}}                                          | 110 من 179 |
| الشفافية الدولية                 | مؤشر مدركات الفساد 2012 نسخة محفوظة 2013-11-29 على موقع واي باك مشين. | 72 من 174  |
| برنامج الأمم المتحدة الإنمائي    | مؤشر التنمية البشرية 2012                                             | 81 من 187  |
| مؤشر جاهزية الشبكة               | مؤشر جاهزية الشبكة 2008–2009                                          | 106 من 134 |
| المنظمة العالمية للملكية الفكرية | مؤشر الابتكار العالمي، 2024                                           | 80 من 133  |